# ASP.NET MVC Framework
Het ASP.NET MVC is een framework ontworpen door Microsoft, waarbij de techniek model-view-controller als ontwerppatroon wordt gebruikt om .NET-applicaties te ontwikkelen. In april 2009 bracht Microsoft het framework uit onder Microsoft Public License (MS-PL), maar sinds 2017 maakt het deel uit van een opensourcesoftware.

## Model-View-Controller
ASP.NET MVC is gebaseerd op ASP.NET en geeft softwareontwikkelaars de mogelijkheid om webapplicaties te ontwikkelen met een 3-laagse-ontwerppatroon, genaamd Model, View en Controller, afgekort tot MVC. 
Het MVC ontwerp is ingedeeld in drie aparte lagen:
- Model: businesslogica
- View: gebruikersinterface
- Controller: applicatielogica

## Werking
De webbrowser of de frontend staat in verbinding met gebruikers via controller, een gedefinieerd end-point via Uniform resource identifier (URI) of Uniform Resource Locator (URL). De controller coördineert de applicatieaanvragen en zal aan het model opdrachten en gegevens opvragen, waarna de controller de juiste view selecteert om terug te antwoorden. Een view zorgt voor de bescherming van interne gegevens en heeft als doel enkel de publieke data en informatie te tonen aan de gebruikersinterface. Een view is in de vorm van een DTO-component (Json/XML) of WEB-component (HTML+JavaScript).

## Versies
| Datum            | Versie                      | Nieuw             |
| ---------------- | --------------------------- | ----------------- |
| 10 december 2007 | ASP.NET MVC CTP             |                   |
| 13 maart 2009    | ASP.NET MVC 1.0             |                   |
| 10 maart 2010    | ASP.NET MVC 2.0             |                   |
| 13 januari 2011  | ASP.NET MVC 3.0             | Razor View Engine |
| 15 augustus 2012 | ASP.NET MVC 4.0             |                   |
| 30 mei 2013      | ASP.NET MVC 4 4.0.30506.0   |                   |
| 26 juni 2013     | ASP.NET MVC 5 Preview       |                   |
| 23 augustus 2013 | ASP.NET MVC 5 RC 1          |                   |
| 17 oktober 2013  | ASP.NET MVC 5               |                   |
| 17 januari 2014  | ASP.NET MVC 5.1             |                   |
| 10 februari 2014 | ASP.NET MVC 5.1.1           |                   |
| 4 april 2014     | ASP.NET MVC 5.1.2           |                   |
| 22 June 2014     | ASP.NET MVC 5.1.3           |                   |
| 1 July 2014      | ASP.NET MVC 5.2.0           |                   |
| 28 August 2014   | ASP.NET MVC 5.2.2           |                   |
| 9 February 2015  | ASP.NET MVC 5.2.3           |                   |
| 12 February 2018 | ASP.NET MVC 5.2.4           |                   |
| 2 May 2018       | ASP.NET MVC 5.2.5           |                   |
| 11 May 2018      | ASP.NET MVC 5.2.6           |                   |
| 29 November 2018 | ASP.NET MVC 5.2.7           |                   |
| 12 April 2022    | ASP.NET MVC 5.2.8 (Current) |                   |